# Christian Coulson
Christian Coulson (Manchester, 3 ottobre 1978) è un attore britannico, noto soprattutto per la sua apparizione filmica nella parte di Tom Orvoloson Riddle, il giovane Lord Voldemort, nel secondo episodio della serie di film di Harry Potter, Harry Potter e la camera dei segreti.

## Biografia
Dopo aver frequentato la Westminster School a Londra con una borsa di studio accademica, Coulson continuò gli studi alla Cambridge University, dove ricevette la sua laurea dal Clare College in Inghilterra nel 2000. A scuola a Cambridge, Coulson interpretò il maestro di cerimonie in Cabaret, Arturo Ui in The Resistable Rise of Arturo Ui e Claire in The Maids. Continuò a recitare sulla scena nella produzione di Romeo e Giulietta e Journey's End guadagnandosi recensioni eccellenti.
Oltre a recitare sullo schermo in televisione e nei film, fu un membro dell'UK's National Youth Music Theatre dal 1990 al 1997.
Christian Coulson sta girando il Regno Unito con l'Almeida Theatre per la messa in scena di Festen, interpretando il personaggio di Christian Klingenfeldt.

## Filmografia

### Cinema
- Le quattro piume (The Four Feathers), regia di Shekhar Kapur (2002)
- Harry Potter e la camera dei segreti, regia di Chris Columbus (2002)
- The Hours, regia di Stephen Daldry (2002)
- Take Me Back - cortometraggio (2005)
- Last Night - cortometraggio (2007)
- I toni dell'amore - Love Is Strange (Love Is Strange), regia di Ira Sachs (2014)
- Peter and John, regia di Jay Craven (2015)
- Bite Me, regia di Meredith Edwards (2019)

### Televisione
- Love in a Cold Climate - miniserie TV (2001)
- Weirdsister College - serie TV, 10 episodi (2001-2002)
- The Forsyte Saga - miniserie TV (2002)
- Hornblower - miniserie TV (2003)
- Little Britain - serie TV, episodio 1x03 (2003)
- Carlo II: Il potere e la passione - miniserie TV (2003)
- Miss Marple (Agatha Christie's Marple) – serie TV, episodio 1x04  (2005)
- Beethoven - miniserie TV (2005)
- Brief Encounters - serie TV, 1 episodio (2006)
- The Good Wife - serie TV, 1 episodio (2011)
- Nashville - serie TV, 5 episodi (2017)
- The Equalizer - serie TV, episodio 1x05 (2021)

### Teatro
- Ghosts - Gate Theatre, Londra (2007) nella parte di Osvald
- Festen - Tour del Regno Unito (2006) nella parte di Christian
- Journey's End - Comedy Theatre, Londra (2004) nella parte di Raleigh
- Romeo e Giulietta - Liverpool Playhouse, Liverpool (2002) nella parte di Romeo

## Doppiatori italiani
Nelle versioni in italiano delle opere in cui ha recitato, Christian Coulson è stato doppiato da:
- Marco Vivio in Harry Potter e la camera dei segreti
- Alessandro Capra in I toni dell'amore - Love Is Strange
- Emanuele Ruzza in Blue Bloods